# Sandra Laoura
Sandra Laoura (* 21. Juli 1980 in Constantine, Algerien) ist eine ehemalige französische Freestyle-Skierin. Sie war auf die Buckelpisten-Disziplinen Moguls und Dual Moguls spezialisiert. 2007 musste sie ihre Sportkarriere nach einem schweren Unfall beenden.

## Biografie
Die in Algerien geborene Laoura zog im Alter von zwei Jahren zusammen mit ihren Eltern nach Frankreich – zuerst nach Avignon, später in das Wintersportgebiet La Plagne, wo sie das Skifahren erlernte. Im Winter 1999/00 nahm sie am Europacup teil und entschied die Gesamtwertung beider Buckelpisten-Disziplinen für sich. Ihr Debüt im Freestyle-Weltcup hatte sie am 15. März 2000 in Livigno, wo sie im Moguls-Wettbewerb den 6. Platz erzielte und sogleich die ersten Weltcuppunkte gewann. In der darauf folgenden Saison 2000/01 konnte sie sich an der Weltspitze etablieren; bei der Weltmeisterschaft 2001 erzielte sie mit Platz 5 das bis dahin beste Ergebnis.
Bei den Olympischen Winterspielen 2002 wurde Laoura Achte. Nachdem sie in der Weltcupsaison 2001/02 drei Mal unter die besten zehn gefahren war, gelang ihr dies 2002/03 zehn Mal. Die erste Podestplatzierung erzielte sie am 18. Januar 2003 als Zweite in Lake Placid. Im Winter 2003/04 folgten neun weitere Top-10-Platzierungen, für das Podest reichte es jedoch nicht. Ähnlich verlief die Saison 2004/05 mit sechs Top-10-Platzierungen. In der Weltcupsaison 2005/06 gelangen Laoura zwei zweite und ein dritter Platz. Bei den Olympischen Winterspielen 2006 gewann sie die Bronzemedaille hinter der Kanadierin Jennifer Heil und der Norwegerin Kari Traa.
Am 5. Januar 2007, vor dem Moguls-Weltcupwettbewerb im kanadischen Mount Gabriel, stürzte Laoura im Training schwer. Bei einem Sprung schlug sie heftig mit dem Kopf auf den Boden auf und brach sich zwei Rückenwirbel. Trotz einer Notfalloperation in Montreal ist sie seither an den Beinen gelähmt und unterzieht sich einer langwierigen Therapie, um wieder gehen zu können. Laoura ist seit ihrem Unfall als Radio- und Fernsehkommentatorin tätig, unter anderem für Europe 1, Canal+, France Télévisions und Eurosport.

## Erfolge

### Olympische Spiele
- Salt Lake City 2002: 8. Moguls
- Turin 2006: 3. Moguls

### Weltmeisterschaften
- Whistler 2001: 5. Moguls
- Deer Valley 2003: 9. Dual Moguls, 10. Moguls
- Ruka 2005: 7. Dual Moguls, 20. Moguls

### Weltcup
- Saison 2002/03: 5. Moguls-Weltcup, 10. Gesamtwertung
- 35 Platzierungen unter den besten zehn, davon 4 Podestplätze

### Weitere Erfolge
- 2 französische Meistertitel (Dual Moguls 2005, Moguls 2006)